# Ray Brassier
Raymond Brassier ( / b rə ˈs ɪər /, né le 22 décembre 1965) est un philosophe britannique. Il est membre de la faculté de philosophie de l'Université américaine de Beyrouth, au Liban, connu pour ses travaux sur le réalisme philosophique. Il est auparavant chercheur au Centre de recherche en philosophie européenne moderne de l'Université du Middlesex, à Londres.

## Éducation
Il obtient un baccalauréat ès arts de l'Université de North London en 1995 et une maîtrise ès arts en 1997 et un doctorat en philosophie de l'Université de Warwick en 2001.

## Travail philosophique
Avec Quentin Meillassoux, Graham Harman et Iain Hamilton Grant, Brassier est l'un des principaux philosophes du réalisme spéculatif contemporain, désireux de fournir une défense solide du réalisme philosophique à la suite des défis que lui posent l'idéalisme critique post-kantien, la phénoménologie, le postmodernisme, la déconstruction ou, plus largement, ce qu'ils appellent le « corrélationnisme ». On attribue généralement à Brassier la création du terme réalisme spéculatif, bien que Meillassoux ait utilisé plus tôt l'expression matérialisme spéculatif pour faire référence à sa propre position. Brassier lui-même, cependant, ne s'identifie pas au mouvement réaliste spéculatif et, de plus, conteste l'existence même d'un tel mouvement.
Brassier est l'auteur de Nihil Unbound: Enlightenment and Extinction et le traducteur de Saint Paul : fondements de l'universalisme et des écrits théoriques d'Alain Badiou et de Après la finitude : essai sur la nécessité de la contingence de Quentin Meillassoux. Il s'est d'abord fait connaître comme une autorité de premier plan sur les œuvres de François Laruelle.
Plus récemment, Brassier s'intéresse au marxisme et aux travaux du théoricien politique germano-américain Paul Mattick. En août 2024, il rejoint l'Université Kyung Hee en tant que professeur invité au Département de langue et de culture britanniques et américaines, avec en 2025, un cours de maîtrise sur le marxisme et la littérature avec le théoricien et cinéaste britannique Jason Barker.
Brassier critique vivement une grande partie de la philosophie contemporaine pour ce qu'il considère comme une tentative de « conjurer la « menace » du nihilisme en préservant l'expérience du sens – donnée comme la caractéristique déterminante de l'existence humaine – de la logique du désenchantement des Lumières ». Selon Brassier, cette tendance est illustrée surtout par les philosophes fortement influencés par Heidegger et Wittgenstein. Contrairement à des philosophes comme John McDowell, qui mettent la philosophie au service d'une tentative de « réenchantement du monde », l'œuvre de Brassier vise à « pousser le nihilisme jusqu'à sa conclusion ultime ».
Selon Brassier, « le désenchantement du monde compris comme une conséquence du processus par lequel les Lumières ont brisé la « grande chaîne de l'être » et défiguré le « livre du monde » est une conséquence nécessaire de la puissance étincelante de la raison, et donc un vecteur vivifiant de découverte intellectuelle, plutôt qu'une diminution calamiteuse ». « La philosophie, exhorte Brassier, ferait bien de s'abstenir de formuler de nouvelles injonctions sur la nécessité de rétablir le sens de l'existence, la finalité de la vie ou de réparer la concorde brisée entre l'homme et la nature. Elle devrait s'efforcer d'être plus qu'un simple remède au pincement pathétique de l'estime de soi humaine. Le nihilisme n'est pas un dilemme existentiel mais une opportunité spéculative. ».
L'œuvre de Brassier tente de fusionner des éléments de la philosophie française d'après-guerre avec des idées issues des traditions (largement anglo-américaines) du naturalisme philosophique, des sciences cognitives et de la neurophilosophie. Ainsi, à l'instar de philosophes français tels que François Laruelle, Alain Badiou et Quentin Meillassoux, il est également fortement influencé par des personnalités telles que Paul Churchland, Thomas Metzinger et Stephen Jay Gould. Il s’inspire également largement, bien que souvent de manière négative, des travaux de Gilles Deleuze, Edmund Husserl et Martin Heidegger.